# ماتياس كيلر
ماتياس كيلر (بالألمانية: Matthias Keller)‏ (20 نوفمبر 1974 شفاينفورت ألمانيا - ) هو لاعب كرة قدم ألماني يلعب كلاعب وسط.

## روابط خارجية
- ماتياس كيلر على موقع قاعدة بيانات كرة القدم.إي يو (الإنجليزية)
- ماتياس كيلر على موقع بيانات كرة القدم. دي إي (الألمانية)